# بومادران سیمین
 بومادران سیمین(نام علمی: Achillea clavennae) نام یک گونه از سرده بومادران است.